# Nebetâh
Nebetâh (La Dame du Palais) est l'une des filles du pharaon Amenhotep III (XVIIIe dynastie) et de sa grande épouse royale Tiyi, et la sœur d'Akhenaton. Son nom fut souvent utilisé comme un titre par les reines de la civilisation pharaonique.
Elle fut, semble-t-il, l'une des filles cadettes du couple royal, après Satamon, Iset et Henouttaneb.
Elle n'est pas citée sur les monuments où l'on retrouve mention de ses sœurs aînées, hormis sur une statue colossale de Médinet Habou où Amenhotep III et Tiyi sont assis côte à côte, avec trois de leurs filles sur l'avant du trône : Henouttaneb, la plus grande et la mieux préservée, au centre ; Nebetâh sur la droite ; et une troisième, dont le nom est détruit, sur la gauche. 
Elle n'est mentionnée que sous le seul titre, usuel pour les princesses égyptiennes, de Fille du Roi qu'il aime, ce qui semble indiquer qu'elle ne fut jamais élevée au rang d'épouse royale. On ne trouve plus aucune mention de son nom après le règne de son père, et certains spécialistes avancent qu'elle pourrait n'être qu'une seule personne avec la princesse Baketaton qui, elle, n'est jamais mentionnée avant le règne d'Akhenaton et sa réforme atonienne.
Par ailleurs, selon les dernières études, Toutânkhamon serait le fils d'Akhenaton et de sa propre sœur et épouse secondaire dont l'identité est inconnue, mais qui a été baptisée Younger Lady et dont la momie est répertoriée KV35YL. Or, les seules sœurs connues d'Akhenaton sont Satamon, Iset, Henouttaneb et Nebetâh. Les trois premières ayant épousé leur père, Amenhotep III, Nebetâh — vraisemblablement devenue Baketaton après la réforme amarnienne — serait alors la Younger Lady, et donc la mère de Toutânkhamon.